# Paul Ambrose
Pour les articles homonymes, voir Ambrose.
Paul Ambrose, né le 31 juillet 1984 à Sydney est un triathlète professionnel australien, multiple vainqueur sur triathlon Ironman 70.3 ou Ironman.

## Palmarès
Le tableau présente les résultats les plus significatifs (podium) obtenus sur le circuit international de triathlon depuis 2009,.
| Année | Compétition               | Pays       | Position           | Temps           |
| ----- | ------------------------- | ---------- | ------------------ | --------------- |
| 2015  | Ironman Australie         | Australie  | Médaille d'or      | 8 h 35 min 53 s |
| 2015  | Ironman Mont-Tremblant    | Canada     | Médaille de bronze | 8 h 38 min 12 s |
| 2014  | Ironman Australie         | Australie  | Médaille d'argent  | 8 h 37 min 47 s |
| 2014  | Ironman Canada            | Canada     | Médaille de bronze | 8 h 33 min 10 s |
| 2012  | Ironman 70.3 Rhode Island | États-Unis | Médaille d'or      | 3 h 54 min 29 s |
| 2012  | Ironman Australie         | Australie  | Médaille d'or      | 8 h 17 min 38 s |
| 2011  | Ironman 70.3 Racine       | États-Unis | Médaille d'or      | 3 h 51 min 50 s |
| 2011  | Ironman 70.3 Syracuse     | États-Unis | Médaille d'argent  | 4 h 2 min 12 s  |
| 2011  | Ironman 70.3 Lake Stevens | États-Unis | Médaille d'argent  | 3 h 57 min 53 s |
| 2011  | Ironman 70.3 Rhode Island | États-Unis | Médaille d'argent  | 4 h 1 min 27 s  |
| 2010  | Ironman Louisville        | États-Unis | Médaille d'or      | 8 h 29 min 59 s |
| 2010  | Ironman 70.3 Lake Stevens | États-Unis | Médaille d'argent  | 3 h 59 min 7 s  |
| 2009  | Ironman 70.3 Cancún       | Mexique    | Médaille d'argent  | 4 h 15 min 22 s |